# Пулли, Томми
Томми Пулли (род. 18 июля 1992 года, Сейняйоки, Финляндия) — финский конькобежец. Специализируется на дистанции 1000 метров.
Принимал участие на зимних Олимпийских играх 2014 года в Сочи заняв 37-е место на дистанции 1000 метров. 
Является двукратным серебряным призёром Чемпионата мира по конькобежному спорту среди юниоров в 2011 и 2012 году. В 2011 году на Чемпионате Финляндии по конькобежному спорту в классическом многоборье занял 1-е место. В 2012 году на Чемпионате Европы по конькобежному спорту 2012 пришел 26-м. Также принимал участие в Чемпионате мира по конькобежному спорту в дистанции 1000 метров заняв 23-е место.
В Чемпионате мира по конькобежному спорту в спринтерском многоборье 2014 финишировал 24-м.

## Личные рекорды
| Дистанция | Дата            | Арена     | Время    |
| --------- | --------------- | --------- | -------- |
| 500м      | 19 марта 2011   | Калгари   | 35,70    |
| 1000м     | 20 января 2013  | Калгари   | 1.08,92  |
| 1500м     | 20 марта 2011   | Калгари   | 1.45,82  |
| 3000м     | 15 марта 2011   | Калгари   | 3.47,36  |
| 5000м     | 16 марта 2011   | Калгари   | 6.46.61  |
| 10000м    | 11 декабря 2011 | Хельсинки | 16.05.15 |